# Heinrich von Bellegarde

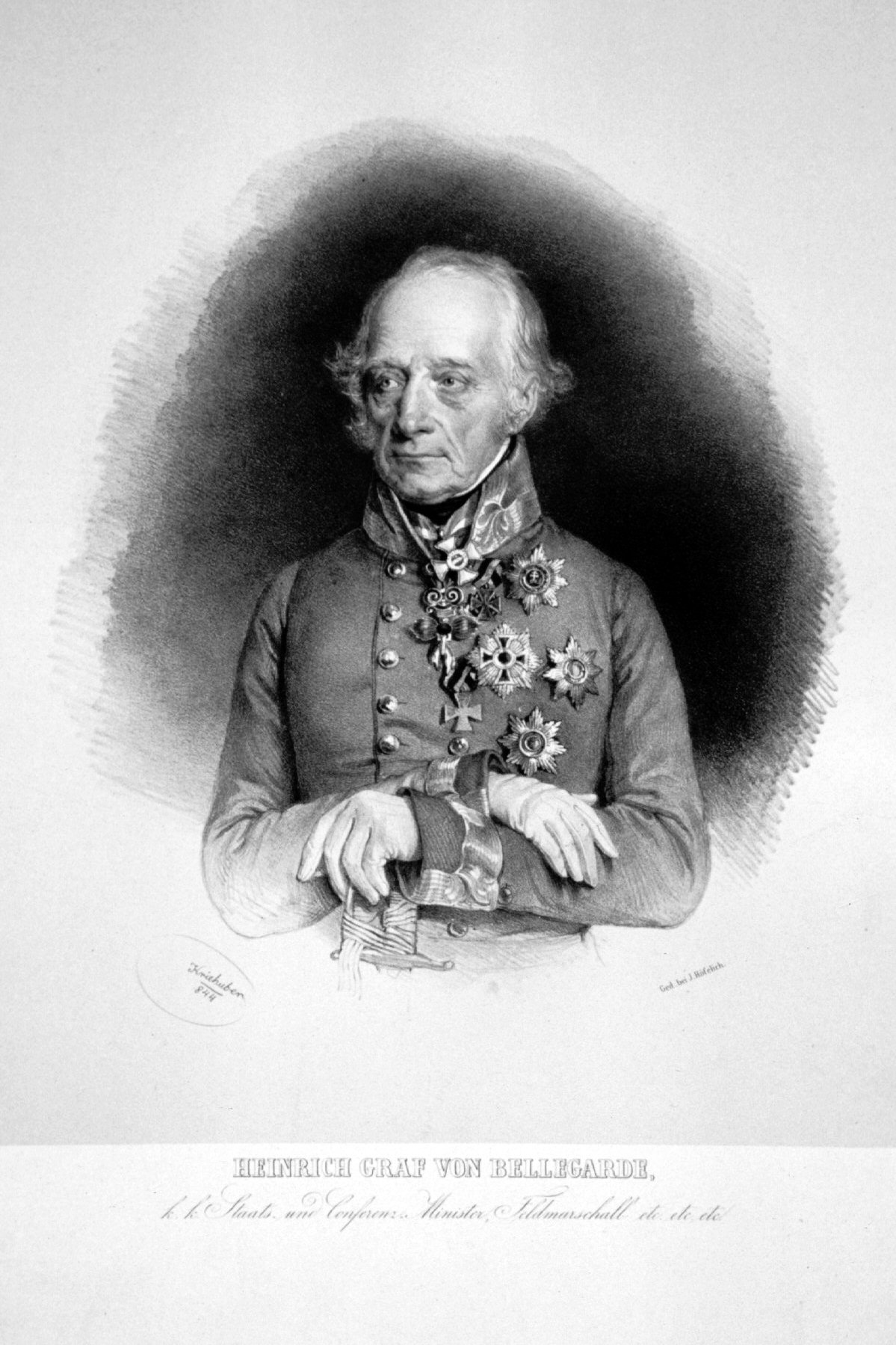
Heinrich Graf von Bellegarde lithografie uit 1844

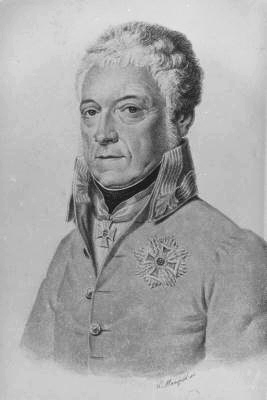
Heinrich Graf von Bellegarde

Heinrich Joseph Johann Graf von Bellegarde (Dresden, 29 augustus 1756 - Wenen, 22 juli 1845) was een Oostenrijks maarschalk die vocht in de napoleontische oorlogen.

## Afkomst
Heinrich was de zoon van de uit Savoyen afkomstige Saksische generaal en minister van oorlog, graaf Johann Franz von Bellegarde, hofmeier van de prinsen Xaver van Saksen en Karl van Saksen en zijn echtgenote gravin Maria Antonia von Hartig.

## Carrière
Heinrich ging in dienst van de Saksische staat. In 1771 ging hij in dienst van de Oostenrijkse staat.
Hij onderscheidde zich als aanvoerder van de dragonders in de Turkenoorlogen van 1788. In 1792 werd hij generaal-majoor.

## Eerste Coalitieoorlog
In 1793 – 1794 vocht hij in de Eerste Coalitieoorlog in de Nederlanden aan de Bovenrijn als stafchef van Dagobert Sigmund von Wurmser. Hij voerde het bevel in de Slag bij Avesnes-le-Sec.
Toen aartshertog Karel van Oostenrijk-Teschen in februari 1796 het bevel over het leger in Duitsland overnam, werd Bellegarde lid van zijn oorlogsraad en plaatsvervangend veldmaarschalk. In april 1797 sloot hij samen met Maximilian Friedrich von Merveldt de vrede van Judenburg en het Verdrag van Leoben af.

## Napoleontische Oorlogen
In 1799 was hij verbindingsofficier tussen aartshertog Karel en Aleksandr Soevorov. Met een korps van 25.000 man versloeg hij op 20 maart generaal Claude-Jacques Lecourbe in de slag bij Finstermünz. Hij belegerde dan Tortona. Op 20 juni leed hij in de Slag bij Giuliano een nederlaag tegen Jean Victor Marie Moreau en moest terugtrekken over de Bormida.
Hij vocht in de Slag bij Novi. In 1800 voerde hij onder Michael von Melas de linkervleugel van het Oostenrijkse leger aan tegen André Masséna in de Slag bij Santa Giustina. Aan de Var sloeg Louis Gabriel Suchet hem terug. Na de Slag bij Marengo en het Verdrag van Alessandria volgde hij Melas op als opperbevelhebber. Hij leed een nederlaag in de Slag bij Pozzolo op 25 december tegen Pierre-Antoine Dupont de l'Étang en moest zich achter de Etsch terugtrekken.
In de veldtocht van 1805 voerde hij in de Slag bij Caldiero de rechtervleugel aan.
In 1809 voerde hij op de linkeroever van de Donau het 1e en 2e legerkorps aan en verdreef hij maarschalk Louis Nicolas Davout uit Regensburg. Hij stak de Donau over en vervoegde aartshertog Karel. Ook in de Slag bij Aspern-Essling en de Slag bij Wagram en de Slag bij Znojmo voerde hij die korpsen aan.

## Diplomaat
Na het Verdrag van Wenen werd hij gouverneur van Galicië.
In 1813 bij de Duitse Oorlog was hij voorzitter van de Hofkriegsrat.
In december werd hij opperbevelhebber van het Oostenrijks leger in Italië.
Hij onderhandelde met Joachim Murat om het Koninkrijk Napels te doen breken met Napoleon Bonaparte.
Hij sloot een overeenkomst met vicekoning van Italië Eugène de Beauharnais.
In 1815 werd hij Gouverneur-generaal van het nieuw gestichte koninkrijk Lombardije-Venetië.
In 1816 ging Bellegarde als gewoon burger naar Parijs, maar hij keerde terug naar Wenen.
In 1820 werd hij voorzitter van de Wiener Hofkriegsrat als opvolger van vorst Karl Philipp zu Schwarzenberg.
In 1825 nam hij ontslag omdat hij niet meer goed kon zien.
- Gemeinsame Normdatei: 116114614
- Système universitaire de documentation: 255180616
- Virtual International Authority File: 25345212
- WorldCat: E39PBJrKPTfy6YXMXYBxPP8Qv3